# رأس التل
رأس التل يطلق على جبل في قرية تل الناقة في محافظة حمص / سوريا، وهو تل أثري يرتفع حوالي 700 متر عن سطح البحر وهو يقع وسط قرية تل الناقة.